# Astrakhan (tỉnh)
Tỉnh Astrakhan (tiếng Nga: Астраханская область, Astrakhanskaya oblast) là một chủ thể liên bang của Nga (đơn vị hành chính cấp tỉnh). Trung tâm hành chính là thành phố Astrakhan.
Phía bắc giáp tỉnh Volgograd, phía nam giáp biển Caspi, phía đông giáp các tỉnh Tây Kazakhstan và Atyrau của Kazakhstan, phía tây giáp nước cộng hòa tự trị Kalmykia.

## Tự nhiên và Khí hậu
Phần nổi của bình nguyên Astrakhan có những gò riêng biệt không lớn ở độ cao 5-15 mét (theo tiêu chuẩn của Nga). Phần lớn thành phố dưới mực nước biển ở độ cao -20 mét (mực nước sông Volga khoảng -26 mét, mùa lũ dâng lên đến -23 mét). Thực vật: hoang mạc, phía bắc có đồng cỏ và rừng tugai. Đất đai: hoang mạc, đất phù sa.Thiên nhiên phong phú của tam giác Volga thu hút những người thích săn bắt và đánh cá trên toàn đất nước.
Khí hậu lục địa khắc nghiệt và khô hạn. Mùa đông hiếm mưa dưới dạng hạt hoặc tuyết, rơi nhanh và tan cũng rất nhanh. Đặc trưng của gió phía đông được thể hiện bằng độ khô và bụi của không khí mùa hè và nhiệt độ thấp của mùa đông. Mùa đông thường bắt đầu từ 15-20 tháng 11, nhiệt độ không khí trung bình khoảng 5-6 độ C, có những ngày rét đậm dưới âm 10 độ C. Mùa hè thường bắt đầu từ đầu tháng 5 và kéo dài đến bốn, năm tháng, nhiệt độ không khí trung bình khoảng 28-31 độ C, có những ngày đỉnh điểm trên 40 độ C.
Nhiệt độ trung bình hàng năm là 10,1 độ C
Độ ẩm không khí trung bình hàng năm là 70%
Vận tốc gió trung bình hàng năm là 3 m/c

## Hành chính

Hành chính tỉnh Astrakhan

- Astrakhan
- Akhtubinsky
- Chernoyarsky
- Ikryaninsky
- Kamyzyaksky
- Kharabalinsky
- Krasnoyarsky
- Limansky
- Narimanovsky
- Privolzhsky
- Volodarsky
- Yenotayevsky

## Lịch sử

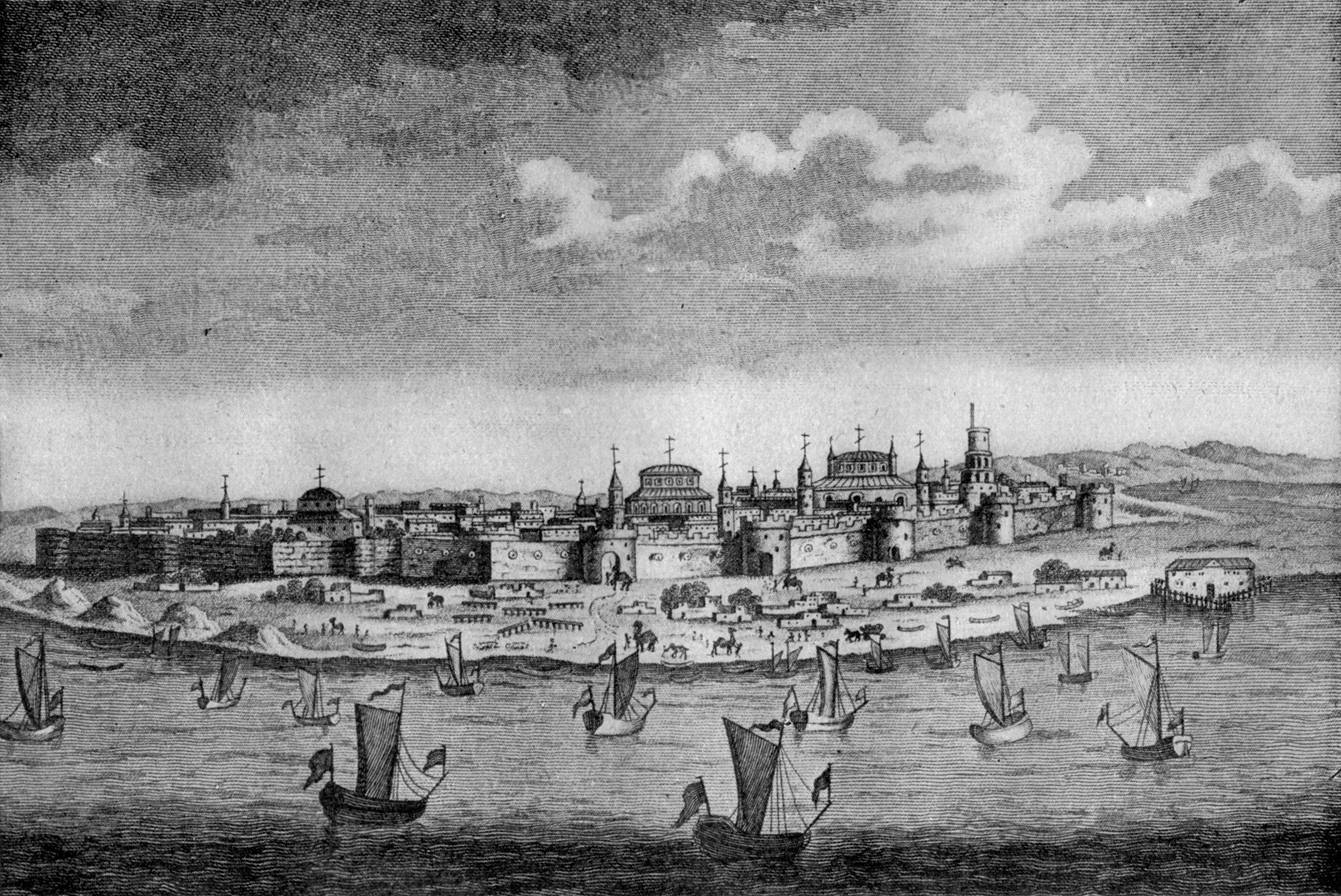
Astrakhan vào thế kỷ 17

Theo các nhà nghiên cứu lịch sử, gần Astrakhan trước kia có một thành phố mang tên Atil- thủ đô của Khazar vào thế kỉ VIII—X. Tuy nhiên thật khó mà xác định được vị trí của thành phố, vì vậy lịch sử của Astrakhan có thể coi như là sự bắt đầu của những cư dân Tatar vào thế kỉ XIII.
Nhắc đến Astrakhan, lúc đó là Khatgi-Tarkhan (Хаджи-Тархане), đầu tiên phải kể đến là một vị khách du lịch người Ả rập là Ibi Batuti vào năm 1333 đã lưu lại thành phố. Khatgi-Tarkhan đã từng là dinh thự mùa thu của các vị Khả hãn vùng Bộ tộc Vàng (Золотой Орды), một trung tâm thương mại sầm uất trên tuyến đường từ Ba Tư đến Ấn Độ trong thời đại của các công tước Nga ở Châu Âu. Năm 1935 Khatgi Tarkhan bị cướp bóc và rơi vào tình trạng sa sút. Đến năm 1456 Astrakhan trở thành thủ đô của đất nước Astrakhan Sarctvo (đất nước Tatar), là một đất nước khá yếu kém với chủ yếu là cuộc sống du mục của những cư dân Tatar.
Vào năm 1556, Ivan IV (Иван Грозный) sáp nhập Astrakhan Sarctvo vào Nga và vào năm 1558 thành phố được di chuyển xuống mạn trái bờ sông Volga, cách địa điểm ban đầu 12 km để tránh sự nhòm ngó của các nước láng giềng. Sự ra đời của Astrakhan được đánh dấu bằng việc xây dựng các pháo đài năm 1558, Piotr I là người ban hành các quy chế hành chính của thành phố. Đến năm 1599 Astrakhan đã có 5000 dân, được phòng vệ bởi các doanh trại, pháo đài.
Vào năm 1670 Stenku Razinna (Стеньку Разина) đã vào thành phố và lập ra nền tự quản của người dân. Sau đó một năm dưới sự chiến đấu chống lại sự vây hãm pháo đài, người Astrakhan đã trở thành thành trì cuối cùng của các cuộc phiến loạn chỉ sau hai tháng rưỡi. Bệnh dịch hạch hoành hành đã cướp đi sinh mạng của trên 10.000 người dân trong số 16.000 cư dân của thành phố .
Sự xâm chiếm thuộc địa ở Nga trở nên ráo riết từ thế kỉ XVIII. Vào ngày 22/11/1717, theo chỉ thị của Peter Đại đế, tỉnh Astrakhan được thành lập, theo lãnh thổ thì nó là khu vực liên bang Povolzski (Поволжским) hiện nay. Những năm sau đó lãnh thổ Astrakhan đã được thay đổi phù hợp với sự phát triển bên trong của đế quốc Nga. Ranh giới Astrkhan hiện tại đã được công nhận vào ngày 27/12/1943. Theo văn bản năm 1936, hầu hết người sống ở Astrakhan đều là người Armenia hoặc lẫn cả người Nga và người Armenia.
Năm 1888 ở Astrakhan có gần 74.000 dân, trong đó có 8.800 người theo đạo Hồi.
Ước tính đến năm 1900 tại Astrakhan có 122.000 người sinh sống.
Cách mạng tháng 10 năm 1917 với 2 tuần chiến đấu trên đường phố, đến tháng 2 năm 1918 Bolshevik đã đánh tan dân Codac đối lập và thành lập chính quyền Xô Viết ở Astrakhan.
Mùa hè năm 1942, quân đội Hitler tiến vào Astrakhan cách 100–150 km. Không có mặt trận dày đặc, kế hoạch tác chiến được bố trí ở thảo nguyên Kamyk (Kалмыцкой). Tàu trên sông Volga đã phải chịu các trận oanh tạc của máy bay trên không, các trận bom dội xuống Astrakhan.
Astrakhan vào những năm chiến tranh là đầu mối giao thông quan trọng trong việc vận chuyển nguyên vật liệu từ Kavkaz (Кавказа) về phía trung tâm nước Nga, trên con đường đó tập trung rất nhiều bệnh viện.
Trước năm 1934, Astrakhan là một phần của vùng Nhiznhevolski (Нижневолжского) từ trung tâm đến thành phố Xaratop, sau 1934 là Xtalingrag, và sau đó là khu vực Stalingrad. Sau 1943 Astrakhan trở thành trung tâm của khu vực Astrakhan.

## Kiến trúc

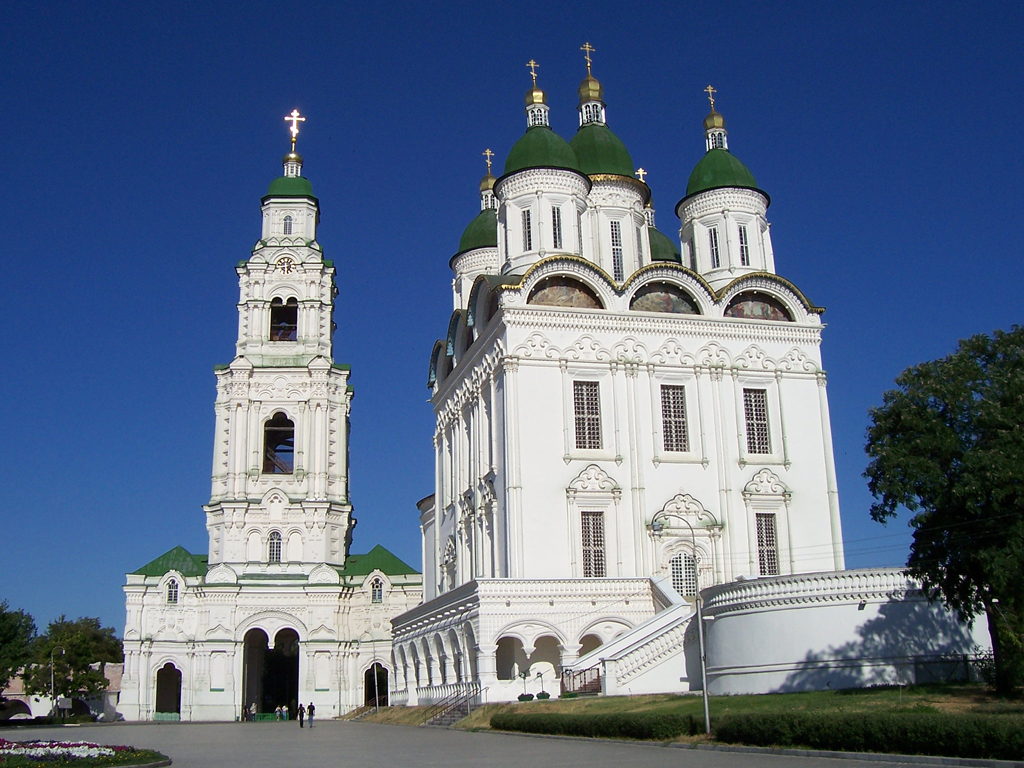
Điện Kremlin trắng tại Astrakhan

Astrakhan là một khu vực giao cắt của rất nhiều sông ngòi và chính lưu, đổ từ sông Volga đến vùng đông nam (Volda, Kutum, Xapev, Kizan). Đó chính là nguyên nhân tại sao tại Astrakhan lại có rất nhiều cầu bắc qua sông ngòi, kênh rạch ở đây. Những con sông này nối thẳng Astrakhan với St Peterburg (cố đô của Nga), chính vì vậy mà tại đây vua Piotr I (vào năm 1722) đã cho tập trung xây dựng Astrakhan trở thành một thương cảng lớn của vùng Volga-Caspi.
Khu vực trung tâm của thành phố Astrakhan – có lịch sử khá phức tạp – trước đây là một hòn đảo được bao quanh bởi sông Volga, Kutum, Xarev và Kazach. Tại gò đất cao nhất là điện Kremlin (1580-1620, thiết kế bởi Đarophi Miakixeph, kiến trúc sư Mikhail Veliaminov, Daiy Gubactui), nằm bên bờ trái của sông Volga. Điện Kremlin bao quanh bởi 4 bức tường đá trắng và 3 tòa tháp.
Bên trong điện Kremlin có:
Cung Assumption (1698-1710, kiến trúc sư Dorofei Myakishev); Cung Tam vị; Nhà Giám mục; Trại giam (1807); Nhà nguyện Cyril...
Năm 1769 kiến trúc tổng thể Astrakhan của kiến trúc sư A.V. Kvasov đã được phê duyệt. Theo đó thành phố được quy hoạch theo hình vuông, các tòa nhà được xây dựng theo phong cách cổ điển, ví dụ như tòa Thị chính, tòa nhà thương mại Matxcova (1790), … Trung tâm thành phố được xây dựng theo "thiết kế mẫu" với hai bên bờ là các điền trang và dinh thự được nối với nhau bởi các cây cầu. Khu trung tâm của Thành phố Trắng (cũ) vẫn còn lưu lại một số khu vực của các nhà buôn phương Đông, Đền thờ Hồi giáo, Cung điện của Giáo hội Thiên chúa giáo (1762-1778). Nhà thờ Thiên chúa giáo tại Astrakhan đã từng đứng thứ ba trong số các nhà thờ Thiên chúa giáo chính thời bấy giờ tại Nga (sau St. Peterburg và Matxcova). Vào thế kỷ 19 thành phố bắt đầu xem xét sửa sang lại và cho xây dựng nhiều dinh thự, tháp, trung tâm thương mại sang trọng với phong cách hiện đại.

## Những địa danh đáng chú ý
- Điện Kremlin trắng là địa danh nổi bật tại Astrakhan.
- Tòa nhà ngân hàng Avop-Đanxkoi, 1910, kiến trúc sư Fyodor Ivanovich Lidval
- Dinh thự Gubin, cuối thế kỉ 19.
- Toà tháp hàng rào Spaxo-Transfiguration Monastery (vào đầu thế kỷ XVIII) với thuật chèn gạch sơn nhiều màu.
- Demidov Compound (thế kỷ XVII-XVIII)
- Nhà thờ Thánh Gioan Kim Khẩu (1763; "Octagon tại chetverik" với các trang trí điêu khắc phong phú, xây dựng lại trong thế kỷ XIX).
- Nhà thờ St. Vladimir, 1895-1904 (thời Liên Xô, tòa nhà dùng để chứa các xe buýt, năm 1999 nhà thờ được chuyển giao cho Chính thống giáo hội).
- Tòa nhà quân đội Astrakhan Cossack, 1906 (kiến trúc sư V.B. Valkovskaya);
- Rạp hát "Tháng Mười" với một khu vườn mùa đông độc đáo.
- Quảng trường Lênin và tượng đài Piotr I.

## Astrakhan ngày nay
Đia giới hành chính của Astrakhan được chia thành 4 khu vực: Kirov, Lenin, Xô viết và Trusovsk.
Tại Astrakhan hiện có khoảng 100 dân tộc cùng sinh sống, 14 giáo phái tôn giáo, 17 tổ chức văn hóa dân tộc, 155 liên hiệp xã hội.
Thành phố kết nghĩa: Pembroke Pines (Mỹ), Fort Lauderdale (Mỹ), Grand-Popo (Benin), Ljubljana (Slovenia), Mẹo (Bulgaria).

## Công nghiệp
Ngành công nghiệp chính của Astrakhan là khai thác dầu khí, đóng mới và sửa chữa tàu, chế biến thực phẩm và điện lực.
Tập đoàn khai thác dầu khí Gazprom có vai trò khai thác độc quyền tại Astrakhan trong lĩnh vực khí ngưng tụ và lưu huỳnh. Lượng lưu huỳnh khai thác ở đây chiếm 70% thị trường lưu huỳnh Nga, nước xuất khẩu lưu huỳnh lớn nhất thế giới (chiếm 12% thị trường thế giới). Công ty của Gazprom tại đây thu hút đến 16.000 công nhân tham gia làm việc.
Do có vị trí thuận lợi, công nghiệp đóng tàu tại Astrakhan khá phát triển. Trong số 14 nhà máy đóng tàu tại đây, nổi bật nhất là các nhà máy Associates Ltd "Red barricades", Công ty cổ phần nhà máy đóng tàu và sửa chữa tàu "Lenin", công ty "ASPO", Nhà máy đóng tàu và sửa chữa tàu Astrakhan, Nhà máy AP Guzhvin (bây giờ là một phần của tập đoàn đầu tư hậu cần

## Truyền thông
- Các mặt báo chính của thành phố:
Rossiyskaya Gazeta Nam Nga
Komsomolets Caspi
Volga
Dân tỉnh lỵ
Thế giới Astrakhan
Sự thật của Astrakhan.
Thực tế và bụi bẩn
Cuộc sống
Thống kê Astrakhan.
- Ngoài ra còn có các kênh truyền hình, radio phong phú khác.

## Giao thông
Sân bay Astrakhan có các chuyến bay hàng ngày đến Moskva được thực hiện bởi ba hãng hàng không Aeroflot, S7 Airlines và Utair. Ngoài ra còn có các chuyến bay thường xuyên trong nước của hãng hàng không TAIR tới Perm, chuyến bay quốc tế tới Yerevan (Armenia), Aktau (Kazakhstan) và Baku (Azerbaijan) (tính tại thời điểm Tháng 11 năm 2009).
Nhà ga: ga đường sắt Volga Astrakhan. Tuyến đường sắt đầu tiên đi đến Astrakhan vào năm 1909. Từ 1990-1998 và từ năm 2002 thêm một phần nhỏ tàu điện chạy theo đường dây điện Kutum-Aksaraiskaya-1 và Kutum-Aksaraiskaya-2 phục vụ các công nhân của nhà máy chế biến khí Astrakhan.
Giao thông công cộng: chủ yếu là các loại xe buýt lớn nhỏ, taxi phục vụ người dân trên 78 tuyến đường của thành phố, ngoài ra lượng xe ôtô riêng cũng ngày càng tăng lên.
Cảng Astrakhan: trên phạm vi thành phố Astrakhan có hơn 10 cảng sông. 
Ngoài ra còn có các Tramvai nước phục vụ nhu cầu đi lại và du lịch dọc theo sông Volga.

## Giáo dục và khoa học
Tại Astrakhan có:
5 tổ chức giáo dục đại học, trong đó lớn nhất: Đại học tổng hợp ký thuật quốc gia Astrakhan, Đại học quốc gia Astrakhan, Học viện Y khoa Quốc gia Astrakhan.
28 tổ chức giáo dục bổ sung.
80 tổ chức giáo dục phổ thông.
90 trường mẫu giáo.

## Biểu tượng của Astrakhan
Nhắc đến Astrakhan, phải kể đến Điện Kremlin trắng, hoa sen, cá Vốp la, dưa hấu, dầu khí và bến cảng.

## Những công dân của thành phố
Babkin, Nadezhda G. ca sĩ
Belyanin, Andrew O. - nhà văn, nhà thơ, viết trong thể loại của "tưởng tượng"
Vitorgan, Emmanuel Gedeonovich - diễn viên tại các rạp hát thời Liên Xô.
Gritsenko, Alexander - nhà văn (nhà soạn kịch, tiểu thuyết gia, nhà báo), người nhiều lần giành giải thưởng toàn quốc "Đầu tay"
Davudova, Marziyya gizi - nữ diễn viên, nghệ sĩ nhân dân của Liên Xô
Dasaev, Rinat Faizrahmanovich - cầu thủ bóng đá
Dyuzhev, Dmitry Petrovich - diễn viên truyền hình
Zavorotniuk Anastasia - nữ diễn viên
Boris Kustodiev - nghệ sĩ đầu thế kỷ XX
Maksakova, Maria Petrovna - ca sĩ thời Xô Viết
Menchov, Vladimir V. - các diễn viên, đạo diễn, kịch, nhà sản xuất
Naji, Igor - ca sĩ
Nevzorov, Boris G.- diễn viên, đạo diễn
Phat Igor - nghệ sĩ solo Pesnyary từ năm 1980
Steklov, Vladimir - diễn viên nhà hát Xô viết
Trediakovskii, Vasily Kirillovich - nhà khoa học và nhà thơ của thế kỷ XVIII
Ulyanov, Ilya Nikolaevich - cha đẻ của Vladimir Ilyich Lenin
Khlebnikov, Velimir - nhà văn, nhà thơ đầu thế kỷ XX
Khlebnikov, Vera V. - nghệ sĩ
Yusupov, Ismail Aksanovich - Anh hùng Liên bang Xô viết

## Cộng đồng người Việt Nam tại Astrakhan

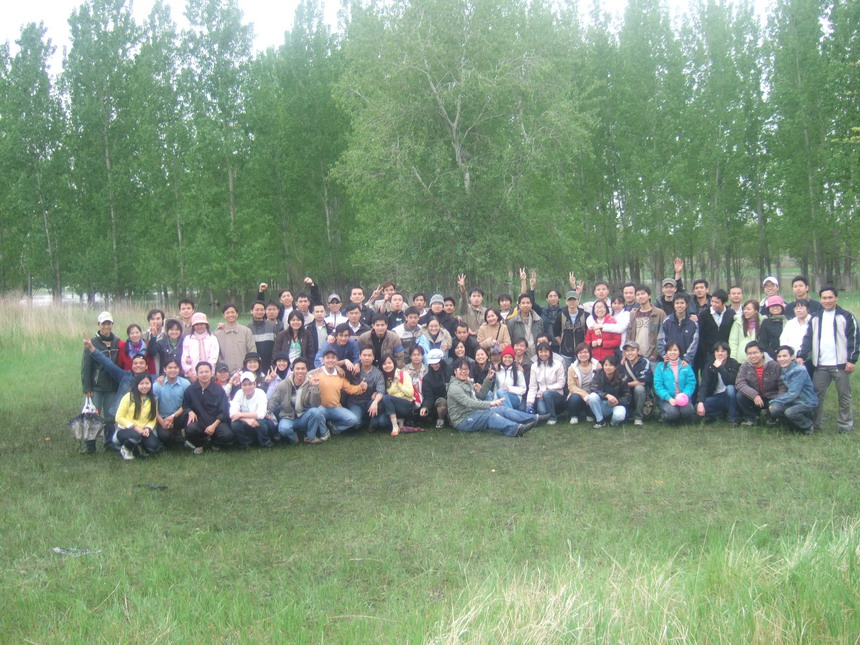
Đơn vị LHS Astrakhan năm 2008

Những sinh viên Việt Nam đầu tiên xuất hiện tại Astrakhan vào những năm 50-60 của thế kỷ 20, sau đó, do tình hình chiến sự nên bẵng đi một thời gian dài không có người Việt Nam sinh sống tại nơi này.
Khoảng hơn chục năm trở lại đây, người Việt Nam từ các thành phố khác của Nga bắt đầu chuyển xuống Astrakhan làm ăn và hình thành nên cộng đồng người Việt với ngành nghề chủ yếu là buôn bán tại chợ Kizovski (người Việt quen gọi là chợ Cộng) và xây dựng. Năm 1998 Nhà nước Việt Nam tiếp tục gửi sinh viên sang Astrakhan nghiên cứu và học tập.
Cho đến thời điểm năm 2009, cộng đồng người Việt Nam tại Astrakhan có khoảng hơn 200 người, trong đó Đơn vị lưu học sinh Việt Nam Lưu trữ ngày 17 tháng 5 năm 2012 tại Wayback Machine chiếm 100 sinh viên và nghiên cứu sinh, học tại hai trường đại học lớn nhất Astrakhan là Đại học Tổng hợp Kỹ thuật Quốc gia Astrakhan và Đại học Quốc gia Astrakhan với các ngành như đóng tàu, công nghệ sinh học thực phẩm, thủy sản, thực vật học, vô tuyến viễn thông, dầu khí, tài nguyên nước,…